# Placówka Straży Granicznej w Budzisku
Placówka Straży Granicznej w Budzisku – zlikwidowana graniczna jednostka organizacyjna Straży Granicznej realizująca zadania w ochronie granicy państwowej z Republiką Litewską.

## Formowanie i zmiany organizacyjne
Placówka Straży Granicznej w Budzisku (PSG w Budzisku), powołano 24 sierpnia 2005 Ustawą z 22 kwietnia 2005 roku O zmianie ustawy o Straży Granicznej..., w strukturach Podlaskiego Oddziału Straży Granicznej z przemianowania dotychczas funkcjonującej Granicznej Placówki Kontrolnej Straży Granicznej w Budzisku (GPK SG w Budzisku). Znacznie rozszerzono także uprawnienia komendantów, m.in. w zakresie działań podejmowanych wobec cudzoziemców przebywających na terytorium RP.
Placówka Straży Granicznej w Budzisku funkcjonowała do 20 listopada 2009.
W związku z planowaną przebudową drogi krajowej nr 8 oraz w wyniku planowanej reorganizacji związanej z realizacją przez Straż Graniczną zadań po włączeniu Polski do strefy Schengen, zarządzeniem Komendanta Głównego Straży Granicznej 21 listopada 2009 Placówka SG w Budzisku została zniesiona, a ochraniany odcinek granicy przejęła nowo utworzona Placówka Straży Granicznej w Augustowie. Zmiany wynikały z konieczności zapewnienia skutecznej i sprawnej realizacji zadań przez Straż Graniczną po zniesieniu kontroli na granicach wewnętrznych. Zmiany dotyczyły nie tylko nowych metod i form działania, ale także modyfikacji struktur organizacyjnych skutkujących m.in. zmianą ilości, zasięgu działania i usytuowania poszczególnych placówek. Celem zmian było stworzenie takich warunków działania, aby mimo zaprzestania kontroli na granicy, Straż Graniczna mogła skutecznie realizować dotychczasowe zadania .

## Ochrona granicy
Po stronie litewskiej na długości 102,4 km ochraniał granicę SOGP w Łodziejach.
W przejściu kolejowym w Trakiszkach podległym Placówce SG w Budzisku w ciągu doby dokonywane były odprawy graniczne trzech par pociągów osobowych oraz średnio trzech par pociągów towarowych. Pomieszczenia służbowe usytuowane były w budynku PKP posiadającym pełne zaplecze sanitarne.

### Podległe przejścia graniczne
- Budzisko-Kalvarija – drogowe (24.08.2005–21.12.2007)[7]
- Trakiszki-Szestokaj – kolejowe (24.08.2005–21.12.2007)[6].

## Wydarzenia
- Po stronie polskiej w obiekcie byłego przejścia granicznego Budzisko-Kalvarija zostało utworzone Centrum Współpracy Służb Granicznych, Celnych i Policyjnych Rzeczypospolitej Polskiej i Republiki Litewskiej z siedzibą w Budzisku, na bazie funkcjonującego od 22 marca 2002 punktu kontaktowego Straży Granicznej RP i Służby Ochrony Granicy Państwowej przy Ministerstwie Spraw Wewnętrznych RL Budzisko-Kalwaria[7][8].

## Placówki sąsiednie
- Placówka SG w Rutce-Tartak ⇔ Placówka SG w Ogrodnikach – 19.11.2007[6]
- Placówka SG w Rutce-Tartak ⇔ Placówka SG w Płaskiej – 1.01.2009.

## Komendanci placówki
- ppłk SG Andrzej Rytwiński (do 2007)[9].

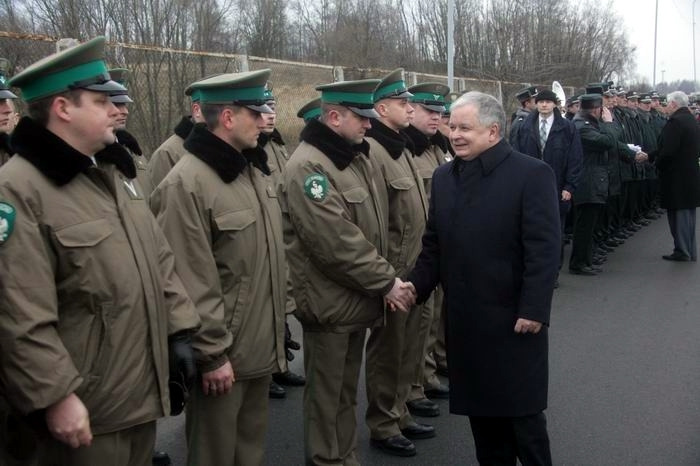
Prezydent Lech Kaczyński i załoga PSG w Budzisku na pg Budzisko-Kalvarija podczas uroczystości, w związku z przystąpieniem Polski i Litwy do strefy Schengen (grudzień 2007)
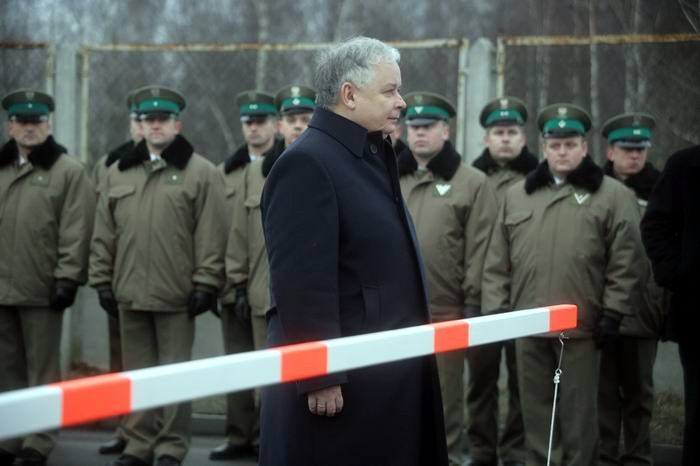
Prezydent Lech Kaczyński i załoga PSG w Budzisku na pg Budzisko-Kalvarija, podczas uroczystości, w związku z przystąpieniem Polski i Litwy do strefy Schengen (grudzień 2007)